# Dziewczyny! Dziewczyny! Dziewczyny!
Dziewczyny! Dziewczyny! Dziewczyny! (ang. Girls! Girls! Girls!) – amerykański film z 1962 roku w reżyserii Normana Tauroga. Główne role grają w nim Elvis Presley, Stella Stevens oraz Jeremy Slate. Jest to dziewiąty film w karierze aktorskiej Presleya (szósty kolorowy).

## Fabuła
Ross Carpenter, jest szyprem łodzi do wynajęcia, która przewozi turystów ze statków na stały ląd. Dookoła jest mnóstwo pięknych dziewcząt, które chciałyby zacumować u boku młodego szypra, jednak Ross pragnie wykupić stary jacht, który budował, że swoim ojcem. Łowi ryby, śpiewa wieczorami w restauracji, by zdobyć pieniądze.

## Obsada
- Elvis Presley jako Ross Carpenter
- Robert Strauss jako Sam
- Stella Stevens jako Robin Gatner
- Jeremy Slate jako Wesley Johnson
- Beulah Quo jako Madam Yung
- Frank Puglia jako Papa Stavros
- Benson Fong jako Kin Yung
- Lance LeGault – basista w nocnym klubie (niewymieniony w czołówce)
- Laurel Goodwin jako Laurel Dodge
- Guy Lee jako Chen Yung
- Lili Valenty jako Mama Stavros
- Ginny Tiu jako Mai Ling
- Elizabeth Tiu jako Tai Ling
- Alexander Tiu – brat Mai Ling
- Stanley White – członek załogi kutra (niewymieniony w czołówce)
- Wilfred Watanabe – członek załogi kutra (niewymieniony w czołówce)

i inni.

## Nagrody
W 1963 roku film był nominowany do Złotego Globu, za najlepsze zdjęcia, jednak nie uzyskał głównej statuetki.